# Khuất Văn Khang
Khuất Văn Khang (sinh ngày 11 tháng 5 năm 2003) là một cầu thủ bóng đá chuyên nghiệp người Việt Nam hiện đang thi đấu ở vị trí tiền vệ tấn công hoặc tiền vệ cánh cho câu lạc bộ V.League 1 Thể Công – Viettel và đội tuyển bóng đá quốc gia Việt Nam.

## Tiểu sử
Khuất Văn Khang sinh ngày 11 tháng 5 năm 2003 tại xã Sen Phương, huyện Phúc Thọ (nay là thôn Sen Phương, xã Phúc Lộc), thành phố Hà Nội.

## Sự nghiệp câu lạc bộ

### Viettel
Ngày 18 tháng 10 năm 2022, Khuất Văn Khang chính thức có trận ra mắt V.League 1 trong màu áo Viettel ở cuộc đối đầu với Hoàng Anh Gia Lai.

## Sự nghiệp quốc tế

### Đội tuyển U-15 đến U-16 quốc gia
Năm 2017, Văn Khang cùng đội tuyển U-15 Việt Nam giành chức vô địch U-15 Đông Nam Á 2017. Năm 2018, tại U-16 châu Á 2018, dù U-16 Việt Nam bị loại từ vòng bảng nhưng Văn Khang vẫn để lại dấu ấn bằng siêu phẩm vào lưới U-16 Indonesia.

### Đội tuyển U-23 quốc gia
Khuất Văn Khang ra mắt U-23 Việt Nam trong trận hoà 2–2 trước U-23 Thái Lan tại Cúp bóng đá U-23 châu Á 2022. Trong trận đấu gặp U-23 Hàn Quốc sau đó, Văn Khang cùng toàn đội tạo ra "địa chấn" khi cầm hoà được đối thủ, cá nhân anh cũng được đánh giá là cầu thủ xuất sắc nhất trận đấu.
Khuất Văn Khang cùng U-23 Việt Nam vô địch giải U-23 Đông Nam Á 2023, đây là danh hiệu đầu tiên của Văn Khang đối với đội U-23.
Tại Cúp bóng đá U-23 châu Á 2024, Khuất Văn Khang ghi một bàn vào lưới U-23 Malaysia ở lượt trận thứ hai vòng bảng để mở tỷ số trong chiến thắng 2-0 của U-23 Việt Nam.

### Đội tuyển quốc gia
Khuất Văn Khang chỉ cần 1 trận duy nhất để có bàn thắng đầu tiên trong trận gặp Singapore tại giải giao hữu Hưng Thịnh 2022 do Liên đoàn bóng đá Việt Nam (VFF) tổ chức.
Dưới thời huấn luyện viên Philippe Troussier, anh thường xuyên được thi đấu, anh thi đấu trong cả 3 trận vòng bảng Asian Cup 2023 và các trận thuộc vòng loại World Cup 2026.

## Thống kê sự nghiệp

### Câu lạc bộ
Tính đến 19 tháng 11 năm 2024
| Câu lạc bộ          | Mùa giải            | Giải đấu            | Giải đấu | Giải đấu | Cúp quốc gia | Cúp quốc gia | Khác | Khác | Tổng cộng | Tổng cộng |
| Câu lạc bộ          | Mùa giải            | Hạng đấu            | Trận     | Bàn      | Trận         | Bàn          | Trận | Bàn  | Trận      | Bàn       |
| ------------------- | ------------------- | ------------------- | -------- | -------- | ------------ | ------------ | ---- | ---- | --------- | --------- |
| Thể Công-Viettel    | 2022                | V.League 1          | 1        | 0        | 0            | 0            | —    | —    | 1         | 0         |
| Thể Công-Viettel    | 2023                | V.League 1          | 8        | 0        | 0            | 0            | —    | —    | 8         | 0         |
| Thể Công-Viettel    | 2023–24             | V.League 1          | 24       | 3        | 3            | 0            | —    | —    | 27        | 3         |
| Thể Công-Viettel    | 2024–25             | V.League 1          | 8        | 2        | 0            | 0            | —    | —    | 8         | 2         |
| Tổng cộng sự nghiệp | Tổng cộng sự nghiệp | Tổng cộng sự nghiệp | 41       | 5        | 3            | 0            | 0    | 0    | 44        | 5         |

### Quốc tế
Tính đến 25 tháng 3 năm 2025
| Đội tuyển quốc gia | Năm       | Trận | Bàn |
| ------------------ | --------- | ---- | --- |
| Việt Nam           | 2022      | 2    | 1   |
| Việt Nam           | 2023      | 6    | 0   |
| Việt Nam           | 2024      | 11   | 0   |
| Việt Nam           | 2025      | 1    | 0   |
| Tổng cộng          | Tổng cộng | 20   | 1   |

### Bàn thắng quốc tế

#### U-15 Việt Nam
| #  | Ngày                | Địa điểm                                      | Đối thủ     | Tỷ số | Kết quả | Giải thi đấu                              |
| -- | ------------------- | --------------------------------------------- | ----------- | ----- | ------- | ----------------------------------------- |
| 1. | 14 tháng 7 năm 2017 | Sân vận động IPE Chonburi, Chonburi, Thái Lan | Philippines | 6–0   | 7–0     | Giải vô địch bóng đá U-15 Đông Nam Á 2017 |

#### U-16 Việt Nam
| #  | Ngày                | Địa điểm                                                  | Đối thủ   | Tỷ số | Kết quả | Giải thi đấu                              |
| -- | ------------------- | --------------------------------------------------------- | --------- | ----- | ------- | ----------------------------------------- |
| 1. | 24 tháng 9 năm 2018 | Sân vận động Quốc gia Bukit Jalil, Kuala Lumpur, Malaysia | Indonesia | 1–0   | 1–1     | Giải vô địch bóng đá U-16 Đông Nam Á 2018 |

#### U-19/U-20 Việt Nam
| #  | Ngày                | Địa điểm                                           | Đối thủ     | Tỷ số | Kết quả | Giải thi đấu                                  |
| -- | ------------------- | -------------------------------------------------- | ----------- | ----- | ------- | --------------------------------------------- |
| 1. | 4 tháng 7 năm 2022  | Sân vận động GBK Madya, Jakarta, Indonesia         | Philippines | 3–1   | 4–1     | Giải vô địch bóng đá U-19 Đông Nam Á 2022     |
| 2. | 8 tháng 7 năm 2022  | Sân vận động GBK Madya, Jakarta, Indonesia         | Myanmar     | 3–0   | 3–1     | Giải vô địch bóng đá U-19 Đông Nam Á 2022     |
| 3. | 10 tháng 7 năm 2022 | Sân vận động GBK Madya, Jakarta, Indonesia         | Thái Lan    | 1–1   | 1–1     | Giải vô địch bóng đá U-19 Đông Nam Á 2022     |
| 4. | 7 tháng 8 năm 2022  | Sân vận động Gò Đậu, Bình Dương, Việt Nam          | Malaysia    | 2–1   | 2–1     | Giải bóng đá U-19 quốc tế báo Thanh Niên 2022 |
| 5. | 14 tháng 9 năm 2022 | Sân vận động Gelora Bung Tomo, Surabaya, Indonesia | Hồng Kông   | 4–0   | 5–1     | Vòng loại Cúp bóng đá U-20 châu Á 2023        |
| 6. | 16 tháng 9 năm 2022 | Sân vận động Gelora Bung Tomo, Surabaya, Indonesia | Đông Timor  | 4–0   | 4–0     | Vòng loại Cúp bóng đá U-20 châu Á 2023        |
| 7. | 7 tháng 3 năm 2023  | Sân vận động Istiqlol, Fergana, Uzbekistan         | Iran        | 1–1   | 1–3     | Cúp bóng đá U-20 châu Á 2023                  |

#### U-23 Việt Nam
| #  | Ngày                | Địa điểm                                        | Đối thủ  | Tỷ số | Kết quả | Giải thi đấu                 |
| -- | ------------------- | ----------------------------------------------- | -------- | ----- | ------- | ---------------------------- |
| 1. | 16 tháng 5 năm 2023 | Sân vận động Olympic, Phnôm Pênh, Campuchia     | Myanmar  | 3–0   | 3–0     | SEA Games 2023               |
| 2. | 19 tháng 9 năm 2023 | Sân vận động Linping, Hàng Châu, Trung Quốc     | Mông Cổ  | 3–0   | 4–2     | Đại hội Thể thao châu Á 2022 |
| 3. | 20 tháng 4 năm 2024 | Khalifa International Stadium, Al Rayyan, Qatar | Malaysia | 1–0   | 2–0     | Cúp bóng đá U-23 châu Á 2024 |

#### Việt Nam
Bàn thắng của đội tuyển Việt Nam được ghi trước.
| #  | Ngày                | Địa điểm                                                 | Đối thủ   | Bàn thắng | Kết quả | Giải đấu             |
| -- | ------------------- | -------------------------------------------------------- | --------- | --------- | ------- | -------------------- |
| 1. | 21 tháng 9 năm 2022 | Sân vận động Thống Nhất, Thành phố Hồ Chí Minh, Việt Nam | Singapore | 4–0       | 4–0     | Giải Hưng Thịnh 2022 |

## Danh hiệu
U-15 Việt Nam
- Giải vô địch bóng đá U-15 Đông Nam Á: 2017

U-19 Việt Nam
- Hạng ba Giải vô địch bóng đá U-19 Đông Nam Á: 2022
- Giải bóng đá U-19 Quốc tế Báo Thanh niên: 2022

U-23 Việt Nam
- Huy chương đồng SEA Games: 2023
- Giải vô địch bóng đá U-23 Đông Nam Á: 2023, 2025

Việt Nam
- Giải vô địch bóng đá ASEAN: 2024
- VFF Cup: 2022

Cá nhân
- Cầu thủ trẻ nam xuất sắc nhất: 2022

## Giải thưởng
| Năm  | Giải thưởng           | Hạng mục                       | Đề cử    | Ghi chú |
| ---- | --------------------- | ------------------------------ | -------- | ------- |
| 2023 | Giải thưởng Cống hiến | Gương mặt trẻ thể thao của năm | Bản thân | [ 9 ]   |